# 내 사랑 유미
《내 사랑 유미》는 1995년 9월 18일부터 1996년 2월 2일까지 방송했던 KBS 2TV 일일 드라마였는데 1995년 10월 23일부터 월~금 5회로 확대된 동시간대 SBS 일일 시트콤 《LA아리랑》으로 인해 기대 이하의 성적에 그쳤지만 극 중 며느리의 의식과 의무, 시집 식구에 대한 역할 등을 그려 베트남에서 선풍적인 인기를 끌었다.
하지만 배경 음악이 일본 드라마 《도쿄 러브 스토리》의 삽입음악과 흡사하다는 지적을 받아야 했으며 원래 1996년 1월 26일에 끝낼 계획이었으나 후속작 《며느리 삼국지》의 캐스팅 문제를 고려하여 1개월 늘린 2월 2일에 막을 내렸다.

## 프로그램 소개
신세대 직장 여성의 사랑과 결혼을 통해 요즘 젊은이들의 생활 방식을 따뜻한 시선으로 그려낸 드라마

## 등장 인물
- 박은영(배유미) : 매사에 적극적이고 자기 의사를 분명히 밝히는, 합리적이고 예절 바른 신세대 여성. 차동혁하고 결혼하여 또순이 미시족 주부로 변신한다.
- 조민기(차동혁) : 유미의 같은 부서 직원이자 남편
- 윤다훈(황명구) : 유미의 국민학교(지금의 초등학교) 동창생
- 이상아(차영주): 동혁의 여동생
- 정욱
- 이영후
- 서우림
- 이덕희(차문주) : 동혁 누나
- 김명수(정호성) : 영주의 남자친구
- 권은아(민순월)
- 리키 스미스(리키) : 배유미가 다니는 회사의 외국어 강사
- 한진희(노경팔)
- 선우용녀(민순자)
- 임경옥
- 정명환
- 이정윤
- 노영국(곽세준) - 시니어 학원 골프 강사
- 이정훈(한삼오) - 서울에 잠시 다니러 온 5년차 미국 시카고 유학생인 대학 교수 지망생
- 조수진(미스 권)
- 유진희(동희)
- 김서형

## 결방
- 1995년 10월 6일 : 《1995 프로 야구 플레이오프 3차전 - LG 트윈스 VS 롯데 자이언츠》 중계 방송 편성으로 결방.

## 참고 사항
- 박은영(배유미 역)은 2년의 영국 유학을 마치고 해당 드라마로 복귀하였다.[5]
- 1992년 3월 SBS 공채 2기로 데뷔했으나 최명길 박지영 등 타 방송사에서 이적한 사람들에게 밀려 이렇다 할 성과를 얻지 못하여 1994년 방송 출연을 하지 않았던[6] 유진희(동희 역)(데뷔 초창기 본명인 박진희로 활동)가 해당 작품을 통해 본격적인 연기 활동을 재개했다.